# Општина К.А. Росетти (Тулћа)
К.А. Росетти (рум. C.A. Rosetti) општина је у Румунији у округу Тулћа.
Oпштина се налази на надморској висини од 7 m.